# Partito dei Socialisti e dei Democratici
Il Partito dei Socialisti e dei Democratici è un partito politico sammarinese di ispirazione socialdemocratica.

## Storia
Il Partito dei Socialisti e dei Democratici è stato fondato nel 2005 dall'unione del Partito Socialista Sammarinese e del Partito dei Democratici, con l'adesione di rappresentanti del riformismo sammarinese e della sinistra sociale. L’avvio del percorso di avvicinamento progressivo tra i due Partiti è stato segnato dal Manifesto “Socialisti e Democratici verso l’unità", realizzato allo scopo di unificare le forze storiche della sinistra riformista. Dopo le deliberazioni dei rispettivi Congressi del 2003, il 25 marzo dello stesso anno è stata aperta la fase costituente, che si è sviluppata per tappe con la Conferenza programmatica del giugno 2004 e con la Conferenza organizzativa di ottobre 2004, volte a concretizzare le convergenze rispettivamente sul terreno programmatico-progettuale e sul modello organizzativo.
Il nuovo soggetto politico così organizzato rappresentava nel 2005 27 dei 60 seggi del Consiglio Grande e Generale e faceva parte assieme al Partito Democratico Cristiano Sammarinese della coalizione di governo. In seguito alla nascita del Partito dei Socialisti e dei Democratici un gruppo dissidente del Partito dei Democratici diede vita al Partito della Sinistra - Zona Franca che assieme a Rifondazione Comunista Sammarinese realizzò la coalizione Sinistra Unita trasformatasi poi, nel 2012, nel partito omonimo in seguito dissolto. Un'altra corrente del Partito Socialista Sammarinese, contraria all'unione, fondò il Nuovo Partito Socialista. Alle elezioni politiche del 4 giugno 2006 per il rinnovo del Consiglio Grande e Generale il Partito dei Socialisti e dei Democratici ottenne 7.017 voti, pari al 31,8% delle preferenze, conseguendo perciò 20 seggi. Grazie a questo risultato realizzò una coalizione di governo assieme a Sinistra Unita e all'Alleanza Popolare dei Democratici Sammarinesi. Nel 2009 subì la scissione del Partito Socialista Riformista Sammarinese, poi confluito, insieme al Nuovo Partito Socialista, nel Partito Socialista.

## Congresso fondativo
Il Congresso fondativo si è svolto nelle tre giornate del 14/15/16 dicembre 2006 presso il Centro Congressi Kursaal di San Marino città, con la partecipazione di centinaia di delegati. Parte delle tesi congressuali sono confluite nel Progetto per San Marino, un testo programmatico centrale. 

## Ideali e valori fondativi
Il Partito dei Socialisti e dei Democratici si ispira idealmente al nucleo dei valori popolari, democratici e partecipativi di cui è stato portatore l’Arengo del 1906. Il Progetto per San Marino afferma che "Il Partito dei Socialisti e dei Democratici è sorto per affrontare le nuove esigenze della realtà internazionale e sammarinese; per favorire l’incontro delle persone e delle forze politiche che si riconoscono negli ideali del riformismo democratico, dell’impegno umanitario e solidaristico; per realizzare la sintesi fra istanze di modernizzazione, forme della rappresentanza politica e liberazione di nuove energie. Considera prioritaria la costruzione di legami tra le persone, quindi promuove un progetto politico orientato ad una società aperta, solidale e responsabile, fondata sull’uguaglianza fra i cittadini, la priorità dei valori umani, la coesione e la dignità della persona, la solidarietà verso i popoli privi tuttora di diritti civili e umani, capace di sostenere i valori della pace, della libertà, della giustizia, dell’equità, del lavoro, dell’uguaglianza. Un partito di Sinistra e per la Sinistra che lavora per rendere più giusta la società in cui l’equità si coniughi con l’efficienza, per modernizzare lo Stato, per tutelare e rinnovare i diritti e per affermarne altri portati dai nuovi protagonisti sociali. Un partito dei diritti, dei doveri civili e della responsabilità".

## Orientamento in politica estera
Il Partito dei Socialisti e dei Democratici è un partito d'impianto europeista, orientato sui valori del riformismo che sono alla base dell’operato del Partito Socialista Europeo, in cui si riconosce integralmente considerando le specificità della Repubblica di San Marino. Ha posto come obiettivo strategico l'adesione negoziata della Repubblica di San Marino all'Unione Europea, perseguito iniziando con il passaggio di San Marino dalla collocazione di Stato terzo a quella di Stato associato all'Unione Europea.

## Risultati elettorali e Consiglieri in Consiglio Grande e Generale
|                | Lista                       | Voti                                     | %     | Seggi |      |
| Politiche 2006 | Consiglio Grande e Generale | Partito dei Socialisti e dei Democratici | 7.018 | 31,83 | 20   |
| Politiche 2008 | Consiglio Grande e Generale | Partito dei Socialisti e dei Democratici | 6.703 | 31,96 | 18   |
| Politiche 2012 | Consiglio Grande e Generale | Partito dei Socialisti e dei Democratici | 2.558 | 14,73 | 10   |
| Politiche 2016 | Consiglio Grande e Generale | Partito dei Socialisti e dei Democratici | 1.384 | 7,12  | 3    |
| Politiche 2019 | Consiglio Grande e Generale | Noi per la Repubblica                    | 2.360 | 13,1  | 8(3) |
| Politiche 2024 | Consiglio Grande e Generale | Partito dei Socialisti e dei Democratici | 2.216 | 12,19 | 8    |